# 吕贝
吕贝（法語：Lubey，法語發音：[lybɛ]）是法国默尔特-摩泽尔省的一个市镇，位于该省中北部，属于布里埃区。

## 地理
吕贝（49°14'41"N, 5°51'19"E）面积3.93 平方千米，位于法国大東部大區默尔特-摩泽尔省，该省份为法国东北部内陆省份，是洛林的一部分，北邻比利时、卢森堡，北起顺时针与摩泽尔省、下莱茵省、孚日省和默兹省接壤。
与吕贝接壤的市镇（或旧市镇、城区）包括：莱巴罗什、弗莱维尔-利克西耶尔、朗泰方丹、奥兹拉耶。

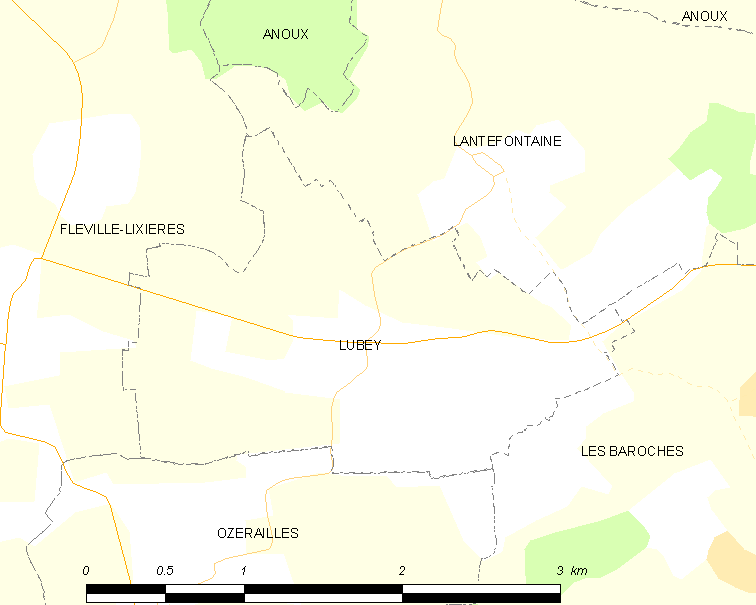
吕贝的OSM定位图

吕贝的时区为UTC+01:00、UTC+02:00（夏令时）。

## 行政
吕贝的邮政编码为54150，INSEE市镇编码为54326。

## 政治
吕贝所属的省级选区为布里埃地区县。

## 人口

1962-2008年间吕贝人口变化图示

吕贝于2022年1月1日时的人口数量为215人。